# Lục Gia Chủy

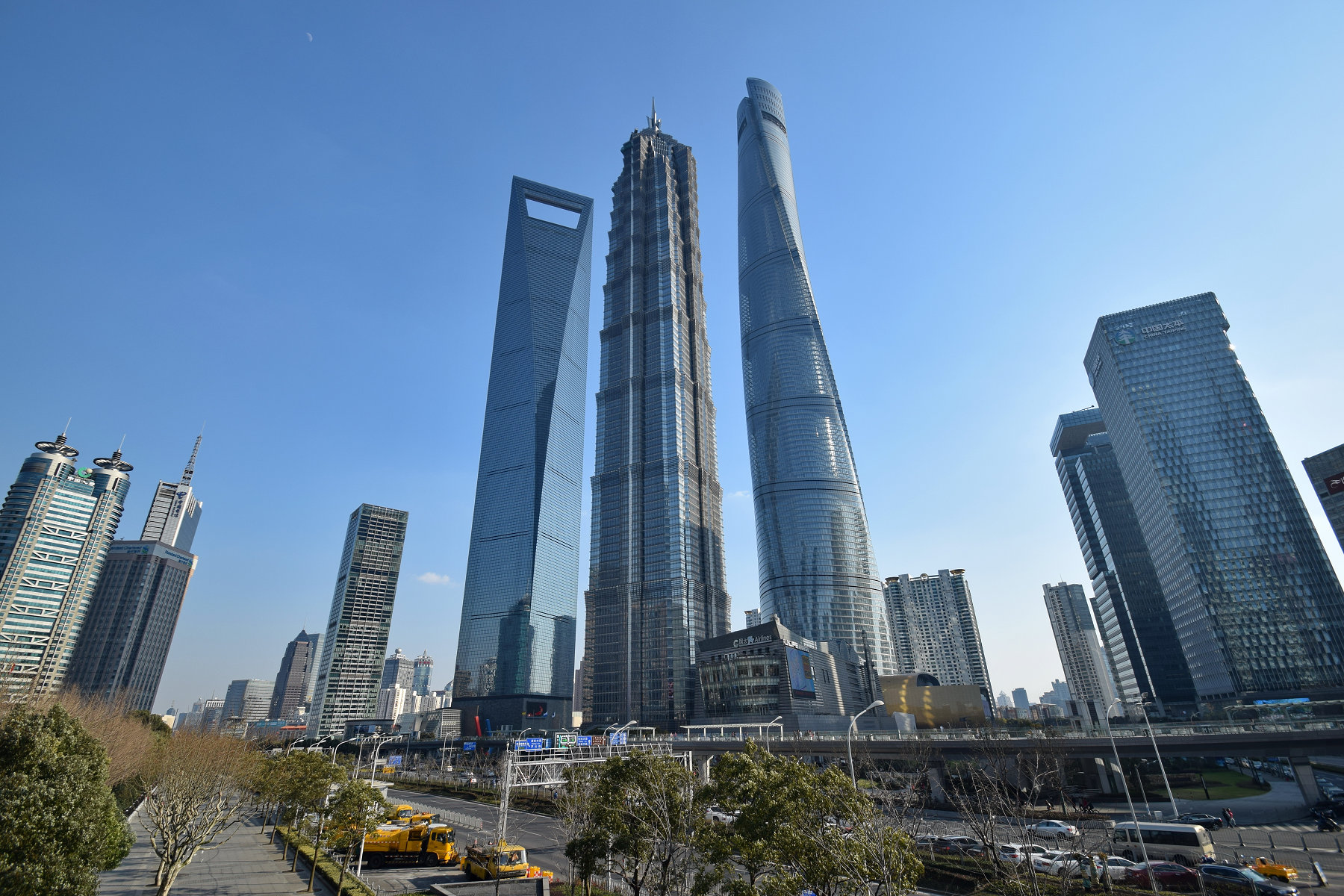
Những tòa nhà chọc trời ở Lục Gia Chủy. Trong ba tòa nhà cao nhất ở giữa hình, tòa nhà bên trái là Trung tâm Tài chính Thế Giới Thượng Hải, ở giữa là tháp Kim Mậu, bên phải là tháp Thượng Hải

Đường chân trời của Lục Gia Chủy, nhìn từ Bến Thượng Hải, bên kia sông Hoàng Phố, tòa nhà cao nhất là tháp Thượng Hải

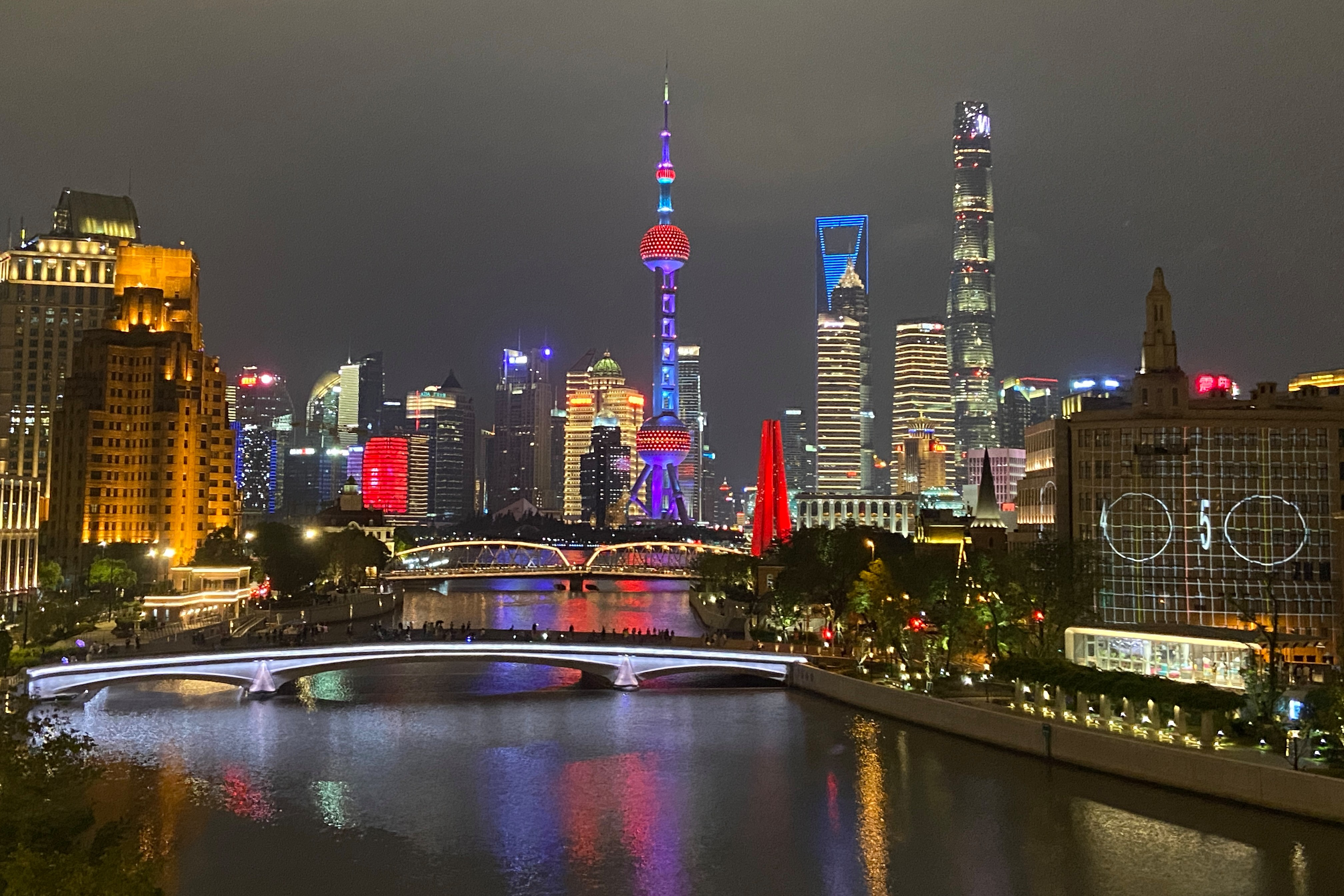
Lục Gia Chủy vào buổi tối, nhìn từ sông Tô Châu

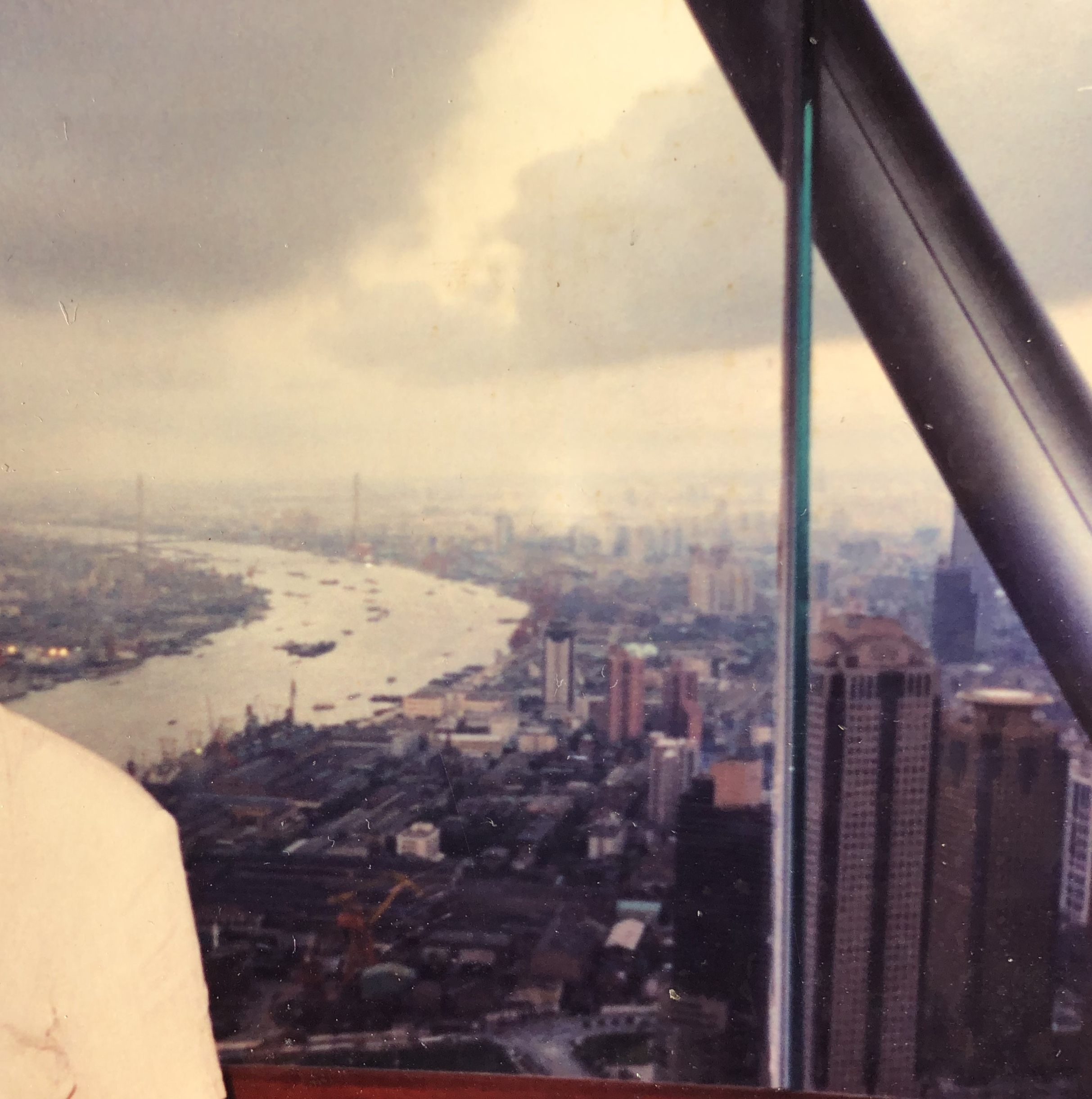
Toàn cảnh Lục Gia Chủy được chụp từ Tháp truyền hình Minh Châu Phương Đông vào năm 2002.

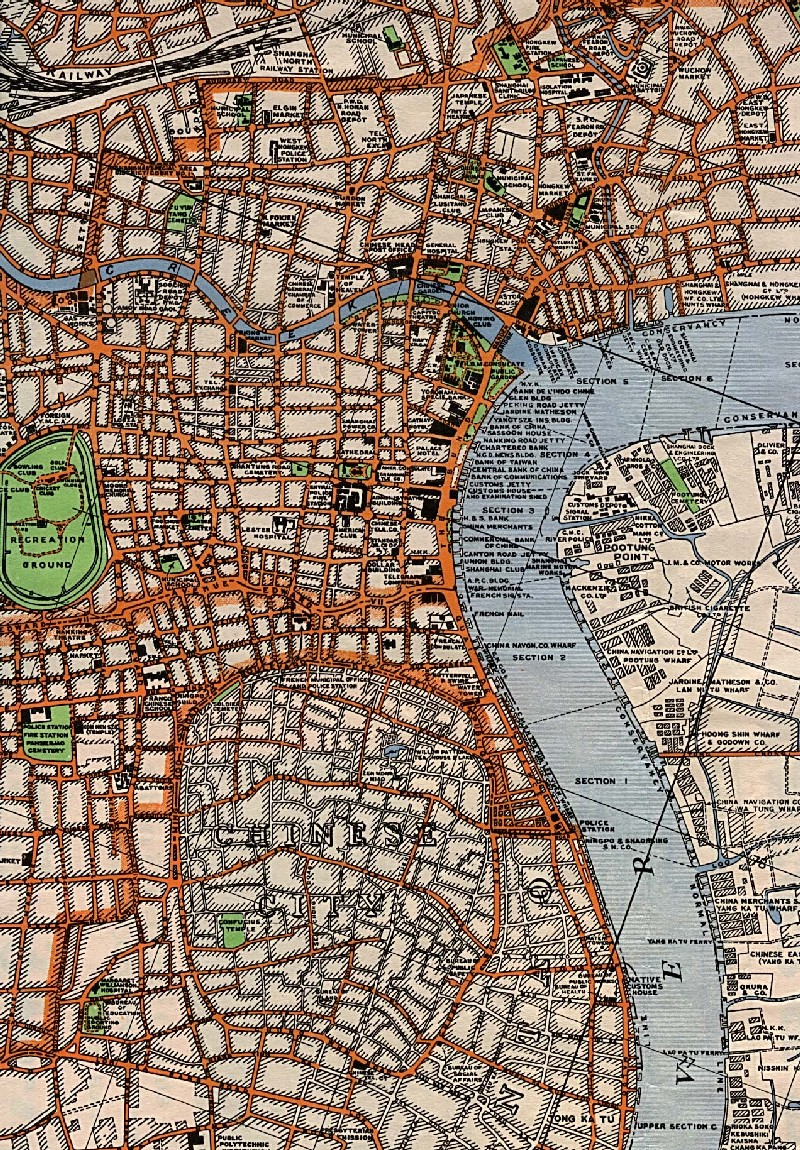
Lục Gia Chủy là vùng đất màu sáng ở bên phải của bản đồ năm 1933 này, đối diện với Bến Thượng Hải ở bên kia sông

Lục Gia Chủy (giản thể: 陆家嘴; phồn thể: 陸家嘴; bính âm: Lùjiāzuǐ, nghĩa là "miệng của gia đình họ Lục (Lu)"), trước đây được gọi là Lokatse theo cách phát âm trong tiếng Thượng Hải, là một địa phương ở quận Phố Đông thành phố Thượng Hải, một bán đảo được hình thành bởi một khúc uốn quanh của sông Hoàng Phố. Từ đầu những năm 1990, Lục Gia Chủy được phát triển đặc biệt như một khu tài chính mới của Thượng Hải. Quyết định chọn Lục Gia Chủy cho mục đích này là do vị trí của nó: nằm ở phía đông của sông Hoàng Phố ở quận Phố Đông, và nằm ngay bên kia sông so với khu kinh doanh và tài chính cũ của Bến Thượng Hải.
Lục Gia Chủy là một khu vực phát triển cấp quốc gia do chính phủ chỉ định. Năm 2005, Hội đồng Nhà nước tái khẳng định vị trí với diện tích 31,78 km2 của khu vực Lục Gia Chủy là khu tài chính và thương mại duy nhất trong số 185 khu phát triển cấp nhà nước ở Trung Quốc đại lục.

## Địa lý
Lục Gia Chủy nằm ở quận Phố Đông trên bờ phía đông của sông Hoàng Phố. Nó hình thành một bán đảo trên một khúc quanh của sông Hoàng Phố, nơi con sông này chuyển từ dòng chảy về phía bắc sang chảy về phía đông. Tầm quan trọng của Lục Gia Chủy bắt nguồn từ thực tế là nó nằm ngay bên kia sông từ Bến Thượng Hải, khu tài chính và kinh doanh cũ của Thượng Hải, và ở ngay phía nam nơi hợp lưu của sông Tô Châu với sông Hoàng Phố. Cho đến thập niên 1980, Lục Gia Chủy là một khu vực được xây dựng tương đối thấp, có nhà dân, nhà kho và nhà máy. Sau khi chỉ định Lục Gia Chủy như một khu đầu tư đặc biệt vào năm 1992, sự phát triển của đường chân trời Lục Gia Chủy bắt đầu. Điều này phần lớn được thúc đẩy bởi các doanh nghiệp nhà nước Trung Quốc đầu tư và phát triển bất động sản trong khu vực, với dấu mốc khánh thành Tháp truyền hình Minh Châu Phương Đông, được hoàn thành vào năm 1994.

## Kinh tế
Thành công của Lục Gia Chủy trong hơn 20 năm qua đã thúc đẩy ngành du lịch và kinh doanh của Thượng Hải. Hình ảnh về đường chân trời Lục Gia Chủy rất phổ biến trên các tài liệu du lịch Thượng Hải, và có 5 khách sạn năm sao trong khu vực, cung cấp khoảng 2.443 phòng và ba khách sạn năm sao dự kiến sẽ có ở khu vực trong những năm tới, thêm hơn 1.200 căn hộ hạng sang.

## Lịch sử

### Sự hình thành
Hình dáng hiện đại của sông Hoàng Phố và sông Tô Châu bên ngoài thành phố cổ Thượng Hải là kết quả của các công trình kỹ thuật được hoàn thành vào đầu thời nhà Minh. Kết quả là sông Hoàng Phố rộng hơn, chảy về phía bắc qua thành phố cổ, sau đó chảy về phía đông tại điểm hợp lưu của nó với sông Tô Châu hiện nay hẹp hơn, tiếp tục xuôi theo dòng hạ lưu trước đây của sông Tô Châu để đổ ra biển tại Wusongkou, cửa sông lúc trước của sông Tô Châu.
Sự uốn lượn của sông Hoàng Phố dẫn đến sự hình thành của một bờ phù sa ở phía đông và phía nam của khúc cong. Vùng ngập phù sa này được gọi là "miệng" (zui) theo hình dạng của nó. Nó được đặt theo tên gia đình của Lu Shen, một học giả-quan chức thế kỷ 15 của triều đại nhà Minh. Gia đình họ Lục (Lu) đã trở thành một trong những người nổi tiếng nhất ở Thượng Hải thời nhà Minh, và sống ở khu vực kênh Dương Kinh, phía đông sông Hoàng Phố, gần với Lục Gia Chủy ngày nay.

### Định cư
Trong thời nhà Minh, các ngư dân được ghi chép lại là có sinh sống ở Lục Gia Chủy. Trong thời nhà Thanh, việc xây dựng các con đê trên bán đảo đã khuyến khích người dân định cư với số lượng lớn hơn, với một số ngôi làng hình thành ở một phần của bán đảo nằm phía trong các con đê. Các bãi bùn vẫn còn bên ngoài đê.
Việc mở cửa Thượng Hải như một cảng hiệp ước vào giữa thế kỷ 19 đã dẫn đến sự phát triển nhanh chóng của Lục Gia Chủy như một khu công nghiệp và thương mại phục vụ cho thành phố Thượng Hải. Phần giữa của bán đảo trở thành một thị trấn được gọi là Lannidu (烂泥渡, nghĩa là "Bến phà bùn"), được đặt theo tên của một trong những cầu cảng trên bờ sông. Các nước Anh, Mỹ, Pháp, Đức và Nhật Bản đã xây dựng hàng loạt nhà máy, nhà kho, bãi chứa hàng, cầu cảng để phục vụ lợi ích của họ. Một khu phố thương mại sầm uất được phát triển ở Lannidu nhằm phục vụ cho việc buôn bán hàng hóa cũng như nhu cầu hàng ngày của rất nhiều công nhân làm việc trong các cơ sở công nghiệp.

### Phát triển từ năm 1986
Năm 1986, như một phần của các biện pháp cải cách nhằm sử dụng Thượng Hải làm trung tâm để tăng cường phát triển kinh tế và thương mại ở Trung Quốc, một tài liệu chính sách của chính phủ Trung Quốc lần đầu tiên đề cập đến sự phát triển của Phố Đông, với việc thành lập trung tâm tài chính và thương mại mới ở Lục Gia Chủy. Chính sách "phát triển và mở cửa Phố Đông" được chính thức công bố vào năm 1990. Phố Đông nhanh chóng chuyển đổi trong vài thập kỷ tiếp theo từ quá khứ công nghiệp của nó thành trung tâm tài chính và thương mại. Ngoài số lượng lớn các tòa nhà chọc trời đặt làm văn phòng của các tập đoàn, ngân hàng và các công ty dịch vụ chuyên nghiệp, khu vực này còn có khách sạn, trung tâm mua sắm, một trung tâm hội nghị bên bờ sông. Tháp truyền hình Minh Châu Phương Đông đã trở thành biểu tượng kiến trúc của Thượng Hải và "thống trị" đường chân trời Lục Gia Chủy kể từ khi nó được hoàn thành vào năm 1995, mặc dù hiện nay có hai tòa nhà chọc trời cao hơn nó.
Năm 2015, Khu Thương mại Tự do Thượng Hải đã được mở rộng để bao gồm cả Lục Gia Chủy.

## Các tòa nhà
Các tòa nhà nổi bật ở Lục Gia Chủy:
- Tháp truyền hình Minh Châu Phương Đông
- Tháp Kim Mậu
- Trung tâm Tài chính Thế giới Thượng Hải
- Super Brand Mall
- Trung tâm Tài chính Quốc tế Thượng Hải (Shanghai IFC)
- Tháp Ngân hàng Trung Quốc (Bank of China Tower)
- Tháp Thượng Hải

## Giao thông
Về đường thủy, Lục Gia Chủy được kết nối với phần còn lại của trung tâm Thượng Hải bằng phà từ hai cầu cảng, lần lượt nằm ở đầu phía Bắc và phía Nam của khu vực. Ở đầu phía nam, bến phà Đường Dongchang phục vụ phà vượt sông Hoàng Phố đến trung tâm và phía nam trung tâm Thượng Hải. Dịch vụ phà phổ biến nhất cho khách du lịch kết nối bến phà Đường Dongchang với bến phà Đông Jinling, nằm trên Bến Thượng Hải. Ở đầu phía bắc, bến phà Xichang Inn phục vụ các tuyến đến trung tâm phía bắc Thượng Hải. Bến phà Lục Gia Chủy trước đây từng là một phần của tuyến đường qua sông nổi tiếng nhất ở Thượng Hải, đã bị đóng cửa vào năm 1999, với cấu trúc cầu tàu hiện được sử dụng làm khu vực chỗ ngồi công cộng bên bờ sông.
Về đường bộ, Lục Gia Chủy được kết nối với phần còn lại của trung tâm Thượng Hải bằng đường hầm Đường Đông Yan'an, nối đầu phía nam của Bến Thượng Hải với trung tâm của Lục Gia Chủy. Ra xa trung tâm Lục Gia Chủy hơn nữa, đường hầm Đường Renmin và Đường Đông Fuxing kết nối phía nam Lục Gia Chủy với nam trung tâm Thượng Hải, trong khi đường hầm Đường Xinjian và Đường hầm Đường Dalian nối phía bắc Lục Gia Chủy với bắc trung tâm Thượng Hải.
Về tàu điện ngầm, Lục Gia Chủy được phục vụ bởi ga Lục Gia Chủy, trên tuyến tàu điện ngầm Thượng Hải số 2.
Ngoài ra, Đường hầm tham quan Bến Thượng Hải là một điểm thu hút khách du lịch, bao gồm các phương tiện di chuyển chậm trên đường ray dưới lòng đất, đi qua lại giữa Bến Thượng Hải và Lục Gia Chủy, trong đường hầm còn có các hiệu ứng ánh sáng và âm thanh.

## Hình ảnh

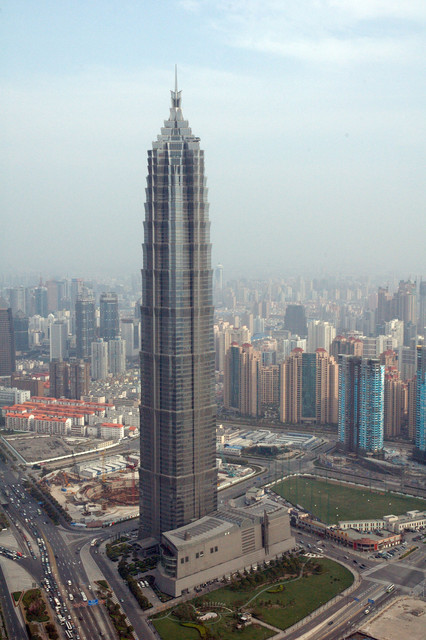
Tháp Kim Mậu nhìn từ Tháp truyền hình Minh Châu Phương Đông, với Trung tâm Tài chính Thế giới Thượng Hải đang được xây dựng vào năm 2005
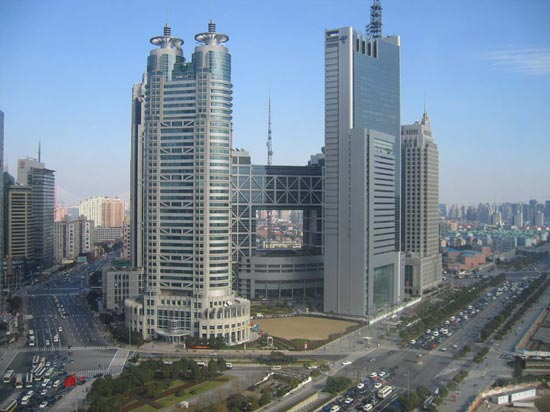
Khu Tài chính và Thương mại Lục Gia Chủy, quận Phố Đông
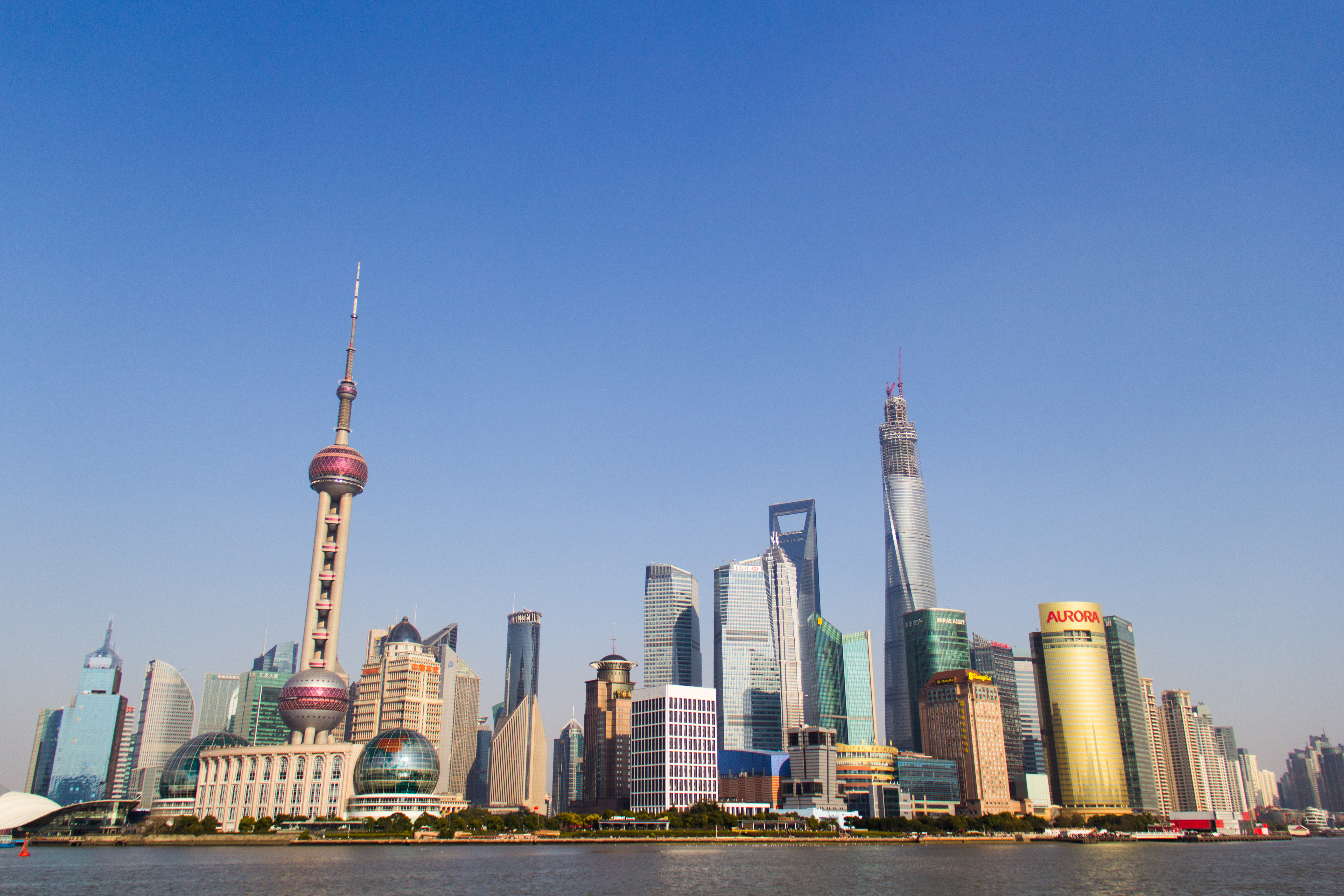
Toàn cảnh Lục Gia Chủy